# Martyn Rix
Pour les articles homonymes, voir Rix.
Edward Martyn Rix FLS (né le 15 août 1943) est un botaniste, collectionneur, horticulteur et auteur britannique. Après avoir obtenu un doctorat sur la fritillaire à l'Université de Cambridge, il part travailler à Zurich, en Suisse, puis dans les jardins de la Royal Horticultural Society à Wisley. Il est l'auteur de nombreux livres et articles sur les plantes et l'horticulture et est l'éditeur de Curtis's Botanical Magazine, basé aux Royal Botanic Gardens, Kew à Londres.

## Biographie
Né le 15 août 1943 d'Edward Lionel Reusner et d'Elizabeth (Joyce) Rix, Martyn Rix a fait ses études au Trinity College de Dublin et au Corpus Christi College de l'Université de Cambridge, où il a obtenu son doctorat à l'école de biologie en 1971 pour sa thèse sur la Fritillaria de Grèce et de Turquie (dont une partie est publiée sous le nom de Rix 1974 ).   
En 1983, il se marie avec Alison Jane Goatcher, avec qui il collabore fréquemment. Ils ont deux filles.

## Travaux
Après l'obtention de son doctorat, il travaille comme chercheur à l'Institut de botanique systématique de l'Université de Zurich. Il étudie notamment les mauvaises herbes aquatiques de l'Inde et signe Waterplants of the World (1971-1973) en tant que co-auteur. Il devient ensuite botaniste à la Royal Horticultural Society de Wisley (1974-1978). 
Martyn Rix a beaucoup voyagé, collectant et photographiant des plantes, y compris durant des expéditions botaniques en Chine, au Mexique, en Afrique du Sud et en Argentine. Il introduit d'ailleurs de ses voyages un grand nombre de plantes à cultiver en Europe et en Amérique du Nord.
Il a en outre participé à la conception et à la plantation de jardins dans de nombreuses régions du monde, notamment en Californie, aux Bermudes, aux Îles Vierges, en Turquie, en France et en Italie. 
En collaboration avec le photographe végétal Roger Phillips, David Lindsay et Sam Phillips, il a dirigé un site Internet appelé RogersRoses . 
Martyn Rix travaille toujours au Royal Botanic Gardens de Kew et est membre de la Linnean Society of London (FLS). Il s'intéresse particulièrement aux liliacées, et en particulier à la Fritillaria .   

## Ouvrages
Rix a contribué à la publication de nombreux textes botaniques majeurs, notamment The European Garden Flora, Flora Europaea, Flora of Turkey,  ou le Kew Bulletin. Il est également rédacteur en chef du Curtis's Botanical Magazine depuis 2003.  
Il est l'auteur de nombreux ouvrages dont L'Art du Végétal, L'Art dans la Nature et l' Album de la Redoute, qui traite de l'œuvre du botaniste Pierre-Joseph Redouté.
Il a également contribué à des programmes télévisés tels que The Quest for the Rose (BBC).
Avec Roger Phillips, il a contribué à plus de trente livres sur les plantes. 
Martyn Rix écrit régulièrement pour des magazines tels que Country Life, Gardens Illustrated, The English Garden Magazine et Cornucopia . 

### Liste de publications notables
```
voir 
Encyclopedia 2017
```

## Prix
En 1998, Rix a reçu la médaille d'or Veitch Memorial de la Royal Horticultural Society. 

## Héritage
Martyn Rix est l'autorité botanique  pour 33 taxons qui portent son nom, comme Fritillaria gussichiae.
De plus, les plantes suivantes portent le nom de Martyn Rix :
- Bellevalia rixii Wendelbo [10]
- Fritillaire rixii Zaharof [11]